# Black Tide
I Black Tide sono stati una band heavy metal di Miami, Florida, formatosi nel 2004.

## Storia

### Formazione e il contratto con la Interscope Records (2004–2007)
I Black Tide si formarono a Miami, Florida nel 2004 con il nome "Radio", con il chitarrista e cantante Gabriel Garcia e suo fratello Raul Garcia alla batteria. Raul portò nel gruppo Alex Nuñez come secondo chitarrista, e il bassista Zachary Sandler. Quando Raul abbandonò la band, Gabriel, Alex e Zack, trovarono Steven Spence, che accettò di fare il batterista. Quando la band fu completa, cominciarono a suonare in vari locali, cercando contratti con varie case discografiche. Nel 2005 riuscirono a registrare la loro prima demo con l'Atlantic Records. Nel 2007 cambiarono nome in Black Tide e fecero un contratto con l'Interscope.

### Light from Above(2007–2009)
I Black Tide cominciarono il loro tour, avendo l'opportunità di suonare anche all'Ozzfest, ma dovettero rinunciare poiché lo sponsor del concerto era della Jägermeister e i membri non avevano ancora l'età legale per bere alcolici. Nonostante questo, ebbero occasione di suonare con altri gruppi, ad esempio i Lordi, Static-X, Lamb of God, Ozzy Osbourne, Avenged Sevenfold e All That Remains. Sempre nel 2007 i Black Tide andarono negli studi di Chicago, Illinois con il produttore John Karkazis per registrare il loro primo album, includendo una Cover dei Metallica, Hit the Lights dell'album Kill 'Em All. Il loro primo album, nominato Light from Above, uscì il 18 marzo 2008. Le loro influenze furono soprattutto da gruppi tipo Iron Maiden, Metallica, Megadeth, AC/DC e Pantera.
Il 27 marzo 2008, si esibirono live su alcuni canali TV, l'American Broadcasting Company degli Stati Uniti e Citytv del Canada. Nell'estate del 2008, poco prima del Mayhem Festival, il chitarrista Alex Nuñez lasciò la band, e fu sostituito da Austin Diaz, che lasciò la sua vecchia band The Panix che fu sostituito a sua volta da Alex Nuñez. La band continuò a fare il tour del Mayhem Festival, suonando per tutti gli Stati Uniti. Nel novembre del 2008 andarono in Europa ad aprire i concerti dei Bullet for My Valentine, Lacuna Coil e Bleeding Through. Suonarono pure nel Kerrang! Relentless Energy Drink Tour con Mindless Self Indulgence, Dir en grey, Bring Me the Horizon e In Case of Fire. Cominciarono a fare pure la cover di "Prowler", degli Iron Maiden in questo tour, e incisero questa canzone per l'album tributo Maiden Heaven: A Tribute to Iron Maiden.
La band debuttò sulle televisioni inglesi il 17 gennaio 2009, supportando gli Escape the Fate nel loro tour dell'album This War Is Ours.

### Post Mortem (2010–presente)
Nel febbraio 2010 annunciarono che stessero lavorando sulle canzoni per il nuovo album. Il 26 luglio 2010, i Black Tide annunciarono che avrebbero supportato i Bullet for My Valentine e Escape the Fate nel loro tour tra settembre e ottobre 2010. Il 17 settembre 2010, pubblicarono su iTunes i loro primi due singoli, "Bury Me" e "Honest Eyes", annunciando che il loro secondo album, "Black Tide", sarebbe uscito verso febbraio 2011, sempre con l'Interscope Records. La band aprì al concerto degli Iron Maiden, in Florida e per il Sonisphere Festival, a Knebworth, Regno Unito il 17 giugno 2011. L'album non uscì e il 29 aprile 2011, annunciarono in un'intervista che l'album uscirà nell'estate 2011, col nome "Post Mortem". Il 17 maggio dissero che "Post Mortem" uscirà il 23 agosto 2011, e il loro tour comincerà il 26 agosto e finirà il 15 ottobre. Con l'album Post Mortem abbandonano il loro vecchio stile heavy metal per dar spazio a ritmi più metalcore.
Il 21 agosto viene pubblicato Just Another Drug, terzo EP per la band. L'EP contiene quattro track: Start Over, I Wanna, Just Another Drug e Through Thick and Thin. Anche in questo EP si nota come i Black Tide abbiano strizzato l'occhio al metalcore, non riavvicinandosi al vecchio stile heavy metal del primo album. L'EP è scaricabile solo attraverso iTunes.
Il 31 agosto del 2013 i Black Tide con una nuova formazione che prevede Tim D'Onofrio alla batteria, pubblicano il primo singolo del nuovo EP, Bite The Bullet, intitolato Not Afraid, in cui partecipa il fratello di Gabriel, Raul Garcia.
In un post su Instagram del 2016, Gabriel Garcia ha dichiarato la fine di attività del gruppo per concentrarsi sui propri progetti solisti.

## Stile ed influenze
Il loro genere musicale è stato descritto dai critici come heavy metal e speed metal. Tra le maggiori influenze musicali compaiono Megadeth, Metallica, Iron Maiden, Pantera, Guns N' Roses, Ozzy Osbourne, Avenged Sevenfold e Bullet for My Valentine. Hanno infatti registrato delle cover di Prowler degli Iron Maiden e Hit the Lights dei Metallica.

## Discografia

### Album in studio
- 2008 – Light from Above
- 2011 – Post Mortem
- 2015 – Chasing Shadows

### EP
- 2008 – Road Warrior
- 2011 – Al Cielo EP
- 2012 – Just Another Drug
- 2013 – Bite the Bullet

## Formazione

### Formazione attuale
- Gabriel Garcia – voce, chitarra solista (2004–presente)
- Austin Diaz – chitarra ritmica, cori (2008–presente)
- Ronny Gutierrez - basso (2014 - presente)
- Cody Paige – batteria (2014–presente)

### Ex componenti
- Alex Nuñez – chitarra ritmica (2004–2008)
- Raul Garcia – batteria (2004–2006)
- Zakk Sandler - basso, cori (2004–2012)
- Steven Spence - batteria (2006–2013)
- Tim D'Onofrio - batteria (2013 - 2014)